# Каталонски језик
Каталонски (кат. català) је језик романске групе који се говори у Шпанији, Андори,  мањем делу Француске и веома малом делу Сардиније. Веома је сличан суседном, окситанском језику (понекад познат и као окцитански, или лангдок (languedoc)), који се говори у суседној, углавном јужној Француској.
Унутар Шпаније, каталонски је званичан, заједно са кастиљанским (шпанским) језиком, у Каталонији, на Балеарским острвима и Валенсији. Такође, овај језик се говори у деловима Арагона и Мурсије.
Унутар Француске, каталонски се говори у департману Источни Пиринеји. На Сардинији постоји један градић, Алгеро (итал. Alghero, кат. L'Alguer), где 30.000 људи говори каталонски. У том сардинском региону, каталонски је заштићен језик и може се користити у званичној комуникацији. У Андори је каталонски први званични језик (друга два су шпански и француски). Важно је напоменути да се верзија која се говори у Валенсији назива валенсијанским језиком, и разликује се у извесној мери од каталонског из Каталоније (слично разликама српског и хрватског). Валенсијански се развијао под већим утицајем шпанског, док је у Каталонији језик био под јачим утицајем француског језика. Варијанта која се говори на Балеарима често се назива балеарским, и такође се разликује од каталонског из Барселоне, посебно у облицима одређеног члана: Балеарци користе облике одређеног члана es (мушки род) и sa (женски род), уместо облика el и la.
Изговор каталонског је веома сличан изговору шпанског и окситанског језика. Током средњег века, каталонски и окситански језик били су веома слични, и представљали су спону између гало-романских и иберо-романских језика, али су се те разлике продубиле после великог утицаја шпанског на каталонски и француског на окситански, током последњих 6 векова. Исто тако, и масовна имиграција шпанског и француског становништва на подручја где се говоре ови језици утицала је да се ови језици удаље.
Од пада режима Франциска Франка, када је каталонски језик био потискиван, овај језик се налази на свим уличним таблама широм каталофонског подручја.

## Број говорника

### Територије где је каталонски званичан језик
| Регија               | Разуме     | Говори    |
| Каталонија (Шпанија) | 5,837,874  | 4,602,611 |
| Валенсија (Шпанија)  | 3,512,236  | 1,972,922 |
| Балеари (Шпанија)    | 733,466    | 504,349   |
| Андора               | 62,381     | 49,519    |
| УКУПНО               | 10,145,957 | 7,129,401 |

### Друге територије
| Регија                      | Разуме        | Говори        |
| Алгеро (Сардинија, Италија) | 20,000        | 17,625        |
| Русијон (Француска)         | 203,121       | 125,622       |
| Арагонија (Шпанија)         | 47,250        | 45,000        |
| Карше (Мурсија, Шпанија)    | Нема података | Нема података |
| Остатак света               | Нема података | 350,000       |
| УКУПНО                      | 270,371       | 538,247       |

### Свет
| Регија                    | Разуме        | Говори    |
| Каталонске земље (Европа) | 10,416,328    | 7,317,648 |
| Остатак света             | Нема података | 350,000   |
| УКУПНО                    | 10,416,328    | 7,667,648 |

Извори: Каталонија: 
Статистички подаци са Пописа 2001, Institut d'Estadística de Catalunya, Generalitat catalana . Валенсија: Статистички подаци са Пописа 2001, Institut Valencià d'Estadística, Generalitat Valenciana . Балеари: Статистички подаци са Пописа 2001, Institut Balear d'Estadística, Govern de les Illes Balears „Ibestat”. Архивирано из оригинала 01. 01. 2006. г. Приступљено 18. 01. 2006.. Северна Каталонија: Media Pluriel Анкету извршила Префектура Региона Лангдон-Русијон из октобра 1997. објављена је јануару 1998. . Андора:
Социолингвистички подаци добијени од Владе Андоре 1999. Арагонија: Социолингвистички подаци добијени од Euromosaic . Alguer: Социолингвистички подаци добијени од Euromosaic . Остатак света: Процена за 1999, Federació d'Entitats Catalanes ван каталонских земаља.

## Дијалекти
Током 1861. године, Мануел Мила и Фонтаналс (Manuel Milà i Fontanals) је предложио дијалектску поделу каталонског у два велика блока: источни (Bloc o Branca del Català Oriental) и западни (Bloc o Branca del Català Occidental)
Не постоји прецизна лингвистичка граница између једног и другог дијалекта, и готово свуда постоји прелазна зона између ових дијалеката (осим дијелеката специфичних за острва). Такође, ниједан од ових дијалеката није хомоген унутар себе, јер се може поделити на неколико подијалеката. То су следећи поддијалекти:
| Западно-каталонски - Северозападни дијалекти (светло плаво) - Ribagorçà (из Рибагорсе, каталонског региона) - Pallarès (из Паљарса) - Lleidatà (из провинције Љеида (Лерида)) - Јужно-каталонски или Северно-валенсијански“ (плаво)' - Tortosí (из Тортозе) - Каталонски из Мтарање - Vinarossenc (из Винароса) - Валенсијански из Маестрата (веленсијанског региона) - Валенсијански (тамноплаво) - Castellonenc (из региона Кастељон де ла Плана) - Apitxat, или централно-валенсијански - Јужно-валенсијански - Мајоркански из Тарбене и Ла Ваљ де Гаљинере | Источно-каталонски - Северно-каталонски, или „русијонски“ (rossellonès, из Русијона)' (ружичасто) - Централно-каталонски (светлоцрвено) - Salat (са Коста Браве) - Barcelonès (из Барселоне) - Tarragonès (из Тарагоне) - Xipella - Балеарски (тамноплаво) - Mallorquí (са Мајорке) - Menorquí (са Менорке) - Eivissenc (са Ибисе) - Alguerese (из италијанског града Алгеро) |

## Речи каталонског порекла у српском
- Барака - од каталонског "barraca"
- Мајонез - једна од интерпретација тврди да је француска реч "mayonnaise" придев од топонима Maó (кастиљански: Mahón), у смислу „маонски сос“.

## Реченице и фразе на каталонском
- Каталонски: català
- Здраво: hola
- Збогом: adéu  (једнина); adéu siau  (множина)
- Молим: si us plau
- Хвала: gràcies ; mercès
- Извините: perdó
- Тај: aquest  (м.); aquesta  (ж.)
- колико је?: Quant val? ; Quant és?
- да: sí
- не: no
- Не разумем: No ho entenc.
- Где је купатило?: On és el bany? ; On és el lavabo?
- Живели: salut! ;
- Говорите ли енглески?: Parla anglès?
- Говорите ли каталонски?: Parla català?